# ヌプビ語
ヌプビ語（ワイリー方式：nupba'i kha）は、シナ・チベット語族チベット・ビルマ語派に属する言語である。ヌプビカとも呼ばれる。一方で、ヌプビカ語と呼ばれることもあるが、ゾンカ語同様に「カ」は「言語」をあらわす。ヌプビ語の「ヌプビ」とは「西の」という意味である。ブータン中部で話されている。ヌプビ語は歴史的に近接するブータン中部や東部の言語のブムタン語、クルテプ語、ケン語と密接な関わりを持っており、これらの言語はブムタン諸語と考えることもできる。ニェン語もブムタン諸語と関係しているが少し関係性が薄くなり、オレ語とは遠縁といえるのみである。

ブータンの言語分布